# Trisacharidy
Trisacharidy jsou tvořeny 3 cukernými jednotkami (monosacharidy), které jsou navzájem pospojovány glykosidickou vazbou. Jsou většinou neredukující, redukční účinky jsou u nich přítomné jen někdy na některém z koncových monosacharidů, takže jsou velmi slabé.

## Dělení trisacharidů
- Homotrisacharidy jsou složeny ze tří stejných monosacharidových jednotek.

- Heterotrisacharidy jsou složeny z dvou stejných a jedné odlišné monosacharidové jednotky nebo tří různých monosacharidových jednotek, patří sem například rafinóza, která se skládá z galaktózy, glukózy a fruktózy[1].